# Франсуа, Курт фон
Курт Карл Бруно фон Франсуа (нем. Curt von François; 2 октября 1852, Люксембург — 28 декабря 1931, Кёнигс-Вустерхаузен, Германия) — немецкий военный и политический деятель, географ, картограф, колонизатор, комиссар имперской колониальной армии Германской империи, в частности, в немецкой Юго-Западной Африке. Губернатор Германской Юго-Западной Африки с марта 1891 по 15 марта 1894 года.
Исследователь бассейна реки Конго.
Считается основателем города Виндхук — столицы Германской Юго-Западной Африки (ныне Намибии).

## Биография
Сын прусского генерала Бруно фон Франсуа, французского происхождения, погибшего во время франко-прусской войны. Брат генерала Германа фон Франсуа.
Окончил прусский Кадетский корпус. Участник франко-прусской войны 1870—1871 г.
В 1883 был отправлен в Юго-Западную Африку. Вместе с бременским табачным торговцем Адольфом Людерицем в бухте Ангра-Пекена они приобрели у предводителя местных орламов (голландско-африканских метисов, которые жили в глуби континента) участок побережья, простирающегося на 40 миль вдоль берега и на 20 миль вглубь. На нём они основали торговую факторию и посёлок названный Людериц.
В 1884—1885 лейтенант К. фон Франсуа участвовал в качестве топографа и метеоролога в экспедиции вдоль реки Касаи и других областей в бассейне Конго под руководством Германа фон Висмана, а двумя годами позже — в экспедиции в Конго во главе с Джорджем Гренфеллом. С декабря 1884 до марта 1885 г. исследовал водораздел между горным течением реки Лубу (левый приток р. Санкуру бассейна на реки Касаи) и средним течением реки Лулуа (приток Касаи).
По возвращении в Германию, был в чине гауптмана (капитана) переведен на службу немецкий генеральный штаб. В 1887 году в качестве научного сотрудника находился в Германской Юго-Западной Африке (ныне Намибии). По поручению Министерства иностранных дел, исследовал территории Тоголенда, немецкого протектората в Западной Африке (ныне на территории современных государств Того и Гана). Изучал торговые пути от Салаги до территорий, населяемых Мосси на севере нынешней Ганы. Проводил топографические работы.
В 1889 г. исследовал северо-западную часть пустыни Калахари между плато Дамараленд и рекой Окованго в Намибии. Прошёл по реке Оматако (правый приток Окованго) и части среднего течения Окованго.
Встретившись с сопротивлением народа гереро, в июне 1889 года К. фон Франсуа прибыл с небольшим вооружённым отрядом для защиты германских интересов в Окаханджа. По его настоянию резиденция администрации была перенесена из Очимбингве в Виндхук, который находился на землях между племенами нама и гереро, где находились источники с большим количеством воды. 18 октября 1890 года им был заложен первый камень форта Грос-Виндхук, ставшего позже столицей Намибии.
В Виндхуке Франсуа создал новую штаб-квартиру немецких колонизаторов.
С марта 1891 года до ноября 1893 г. служил губернатором Германской Юго-Западной Африки. В сентябре 1892 г. он основал прибрежный город Свакопмунд, главный порт немецкой Юго-Западной Африки, от которого зависела бо́льшая часть немецких колоний. В ноябре 1893 года ему был присвоен чин майора и звание Landeshauptmann (государственного капитана или губернатора штата).
В 1893 К. фон Франсуа боролся с восстанием против германской колониальной администрации под руководством вождя племени нама
Х. Витбоем. В результате жертвами подавления восстания стало большое количество гражданского населения. Названное в международной прессе, как «Резня Hoornkrans», серьезно подорвало репутацию К. фон Франсуа.
В 1894 он ушёл с поста губернатора, уехал в Кейптаун, а позже на родину. Отозванный в Берлин, он был назначен в министерство иностранных дел в качестве эксперта. На этом посту он смог путешествовать по всему миру.
Выйдя в отставку, описал свои путешествия и пребывание в Африке в нескольких книгах, в том числе:
- Немецкая Юго-Западная Африка / Deutsch-Südwest-Afrika, 1899
- Война в Южной Африке / Kriegführung в Süd-Afrika, 1900
- Уроки Южно-Африканской войны для немецкой армии / Lehren aus dem Südafrikanischen Kriege für das deutsche Heer, 1901
- Восстание готтентотов …/ Der Hottentotten-Aufstand. Studie über die Vorgänge im Namalande v. Jan. 1904 bis 2. Jan. 1905, 1905

К. фон Франсуа был больше картографом и исследователем, чем солдатом. Он вложил много времени и усилий в отображении географии страны. Его работы стали картографической основой первых военных карт колонии, и использовались ещё много лет спустя.

## Награды
- Железный крест 2-го класса (1870)
- орден Южного Креста за вклад в исследование Африки.
- 13 октября 1965 г. в Виндхуке был открыт мемориал К. фон Франсуа. В рамках празднования по случаю 75-й годовщины столицы, Виндхуку также был присвоен статус города. 23 ноября 2022 г. статуя К. фон Франсуа в Виндхуке, как символ ненавистной колониальной эры, была демонтирована местными активистами [3].